# MLB All-Star Game 1965
MLB All-Star Game 1965 – 36. Mecz Gwiazd ligi MLB, który rozegrano 13 lipca 1965 roku na stadionie Metropolitan Stadium w Bloomington. Mecz zakończył się zwycięstwem National League All-Stars 6–5. Spotkanie obejrzało 46 706 widzów. Najbardziej wartościowym zawodnikiem został wybrany miotacz Juan Marichal z San Francisco Giants, który zaliczył uderzenie i zdobył runa.

## Wyjściowe składy
| National League | National League | National League | National League | American League | American League  | American League | American League |
| #               | Zawodnik        | Klub            | Pozycja         | #               | Zawodnik         | Klub            | Pozycja         |
| --------------- | --------------- | --------------- | --------------- | --------------- | ---------------- | --------------- | --------------- |
| 1               | Willie Mays     | Giants          | CF              | 1               | Dick McAuliffe   | Tigers          | SS              |
| 2               | Hank Aaron      | Braves          | RF              | 2               | Brooks Robinson  | Orioles         | 3B              |
| 3               | Willie Stargell | Pirates         | LF              | 3               | Harmon Killebrew | Twins           | 1B              |
| 4               | Dick Allen      | Phillies        | 3B              | 4               | Rocky Colavito   | Indians         | RF              |
| 5               | Joe Torre       | Braves          | C               | 5               | Willie Horton    | Tigers          | LF              |
| 6               | Ernie Banks     | Cubs            | 1B              | 6               | Felix Mantilla   | Red Sox         | 2B              |
| 7               | Pete Rose       | Reds            | 2B              | 7               | Vic Davalillo    | Indians         | CF              |
| 8               | Maury Wills     | Dodgers         | SS              | 8               | Earl Battey      | Twins           | C               |
| 9               | Juan Marichal   | Giants          | P               | 9               | Milt Pappas      | Orioles         | P               |

| National League | 3 | 2 | 0 | 0 | 0 | 0 | 1 | 0 | 0 | 6 | 11 | 0 |
| American League | 0 | 0 | 0 | 1 | 4 | 0 | 0 | 0 | 0 | 5 | 8  | 0 |
| WP: Sandy Koufax (1–0) LP: Sam McDowell (0–1) SV: Bob Gibson (1) Home runy: NL: Willie Mays (1), Joe Torre (1), Willie Stargell (1) AL: Dick McAuliffe (1), Harmon Killebrew (1) |   |   |   |   |   |   |   |   |   |   |    |   |

## Składy
| Miotacze - Eddie Fisher (1) - Mudcat Grant (2) - Bob Lee (1) - Sam McDowell (1) - John O’Donoghue (1) - Milt Pappas (3) - Pete Richert (1) - Mel Stottlemyre (1) Łapacze - Earl Battey (4) - Bill Freehan (2) - Elston Howard (12) |  | Wewnątrzpolowi - Max Alvis (1) - Harmon Killebrew (7) - Félix Mantilla (1) - Dick McAuliffe (1) - Joe Pepitone (3) - Bobby Richardson (7) - Brooks Robinson (9) - Bill Skowron (1) - Zoilo Versalles (2) Zapolowi - Rocky Colavito (8) - Vic Davalillo (1) - Jimmie Hall (2) - Willie Horton (1) - Al Kaline (14) - Mickey Mantle (3) - Tony Oliva (2) - Carl Yastrzemski (2) |  | Menadżer - Al Lopez Trenerzy - Don Gutteridge - Sam Mele |

| Miotacze - Don Drysdale (7) - Sammy Ellis (1) - Turk Farrell (5) - Bob Gibson (3) - Sandy Koufax (6) - Jim Maloney (1) - Juan Marichal (5) - Bob Veale (1) Łapacze - Johnny Edwards (3) - Joe Torre (3) |  | Wewnątrzpolowi - Dick Allen (1) - Ernie Banks (12) - Leo Cárdenas (2) - Ed Kranepool (1) - Pete Rose (1) - Ron Santo (3) - Maury Wills (6) Zapolowi - Hank Aaron (15) - Johnny Callison (3) - Roberto Clemente (9) - Willie Mays (16) - Frank Robinson (8) - Willie Stargell (2) - Billy Williams (3) |  | Menadżer - Gene Mauch Trenerzy - Bobby Bragan - Dick Sisler |

- W nawiasie podano liczbę powołań do All-Star Game.